# گورخانه (آرامگاه امیر حیدر)
گورخانه (مقبره امیر حیدر) مربوط به دوران پیش از تاریخ ایران باستان است و در شهرستان جیرفت، بخش مرکزی ـ روستای دولت‌آباد واقع شده و این اثر در تاریخ ۱ فروردین ۱۳۴۵ با شمارهٔ ثبت ۵۳۲ به‌عنوان یکی از آثار ملی ایران به ثبت رسیده است.